# Jordan EJ10
Jordan EJ10 je Jordanov dirkalnik Formule 1 za sezono 2000, ki ga je zasnoval Mike Gascoyne, dirkača pa sta bila Heinz-Harald Frentzen in Jarno Trulli. Po dvojnem odstopu na prvi dirki sezone za Veliko nagrado Avstralije, sta dirkača na drugi dirki sezone za Veliko nagrado Brazilije dosegla najboljši rezultat moštva s tretjim mestom Frentzna in četrtim mestom Trullija. Frentzen je dosegel še eno tretje mesto na dirki za Veliko nagrado ZDA, ob tem pa sta dosegla dirkača še sedem uvrstitev med dobitnike točk. Skupno je to Jordanu prineslo šesto mesto v konstruktorskem prvenstvu s sedemnajstimi točkami. 
Kasneje je lastnik moštva Eddie Jordan tržil pijačo z imenom EJ-10.

## Popolni rezultati Formule 1
(legenda)
| Leto | Moštvo | Motor                   | Dirkača               | 1   | 2   | 3   | 4  | 5   | 6   | 7   | 8   | 9   | 10  | 11  | 12  | 13  | 14  | 15  | 16  | 17  | Toč | Prv |
| ---- | ------ | ----------------------- | --------------------- | --- | --- | --- | -- | --- | --- | --- | --- | --- | --- | --- | --- | --- | --- | --- | --- | --- | --- | --- |
| 2000 | Jordan | Mugen Honda MF301HE V10 |                       | AVS | BRA | SMR | VB | ŠPA | EU  | MON | KAN | FRA | AVT | NEM | MAD | BEL | ITA | ZDA | JAP | MAL | 17  | 6.  |
| 2000 | Jordan | Mugen Honda MF301HE V10 | Heinz-Harald Frentzen | Ret | 3   | Ret | 17 | 6   | Ret | 10  | Ret | 7   | Ret | Ret | 6   | 6   | Ret | 3   | Ret | Ret | 17  | 6.  |
| 2000 | Jordan | Mugen Honda MF301HE V10 | Jarno Trulli          | Ret | 4   | 15  | 6  | 12  | Ret | Ret | 6   | 6   | Ret | 9   | 7   | Ret | Ret | Ret | 13  | 12  | 17  | 6.  |